# 21 км (зупинний пункт, Львівська залізниця)
21 км — пасажирський залізничний зупинний пункт Тернопільської дирекції Львівської залізниці на неелектрифікованій лінії Ходорів — Березовиця-Острів між станціями Козова (16 км) та Денисів-Купчинці (1 км). Розташований в селі Денисів Тернопільського району Тернопільської області.

## Пасажирське сполучення
На платформі 21 км зупиняються приміські поїзди сполученням Тернопіль — Підвисоке / Ходорів.